# Anisacanthus pumilus
Anisacanthus pumilus là một loài thực vật có hoa trong họ Ô rô. Loài này được (Dietr.) Nees mô tả khoa học đầu tiên năm 1847.